# Elseberg
Der Elseberg zwischen Hetzbach und Ober-Sensbach ist ein 518 m ü. NHN hoher bewaldeter Berg im Odenwald.
Der Elseberg liegt überwiegend in der Gemarkung Hetzbach, der Südwesthang in der Gemarkung Beerfelden der Stadt Oberzent im Odenwaldkreis in Hessen. Mit dem Elseberg endet der Höhenzug, der im Buntsandstein-Odenwald von der Sensbacher Höhe (557,8 m) im Süden über eine nicht weiter benannte Höhe (über 540 m) und den Selsersberg in das Quellgebiet der Mümling mit dem Gretengraben im Westen und dem Pfeifersgrund in Norden als Bergsporn hineinragt. Im Südosten gibt es einen Übergang (488,8 m) zu dem 950 Meter entfernten Reußenkreuz und dem nach zwei Wegkilometern zu erreichenden Jagdschloss Krähberg. 